# Gerkesklooster
Gerkesklooster (en frison : Gerkeskleaster) est un village de la commune néerlandaise d'Achtkarspelen, dans la province de Frise.

## Géographie
Le village est situé dans l'est de la Frise, à la limite avec la province de Groningue, à 16 km au nord-est de Drachten. Il forme une seule agglomération avec le village jumeau de Stroobos situé au sud, et tous les deux sont traversés par le canal Princesse-Margriet qui se prolonge par le canal Van Starkenborgh à l'est.

## Histoire
Le village se développe à partir du XIIIe siècle autour d'un monastère qui sera détruit en 1580 après le passage de la Frise à la reforme.

## Démographie
Le 1er janvier 2018, le village comptait 800 habitants.